# ارين كيلبورن
ارين كيلبورن (بالإنجليزية: Warren Kilbourne)‏ هو لاعب كرة قدم أمريكية أمريكي، ولد في 20 يونيو 1916 في سانت بول في الولايات المتحدة، وتوفي في 16 مايو 1967.

## وصلات خارجية
- ارين كيلبورن على موقع مرجع كرة القدم المحترفة.كوم (الإنجليزية)